# Bocaina (Piauí)
Bocaina este un oraș în statul Piauí (PI), Brazilia.